# Copa Mundial de Fútbol Playa 2001
La Copa Mundial de Fútbol Playa 2001 fue la séptima edición de este torneo invitacional de fútbol playa, el cual se realizó en Río de Janeiro, Brasil y que contó con la participación de 12 selecciones nacionales de Europa y América.
Portugal venció en la final a Francia para coronarse campeón del torneo por primera vez y así cortar con la racha de seis títulos consecutivos que tenía Brasil, el cual quedó en cuarto lugar.

## Participantes
| - España - Portugal - Italia - Francia | - Alemania - Turquía - Perú - Venezuela | - Uruguay - Argentina - Estados Unidos - Brasil |

## Fase de grupos

### Grupo A
| Nación   | Pts. | J | G | E | P | GF | GC | GD |
| -------- | ---- | - | - | - | - | -- | -- | -- |
| Brasil   | 6    | 2 | 2 | 0 | 0 | 21 | 3  | 6  |
| Italia   | 3    | 2 | 1 | 0 | 1 | 4  | 13 | 3  |
| Alemania | 0    | 2 | 0 | 0 | 2 | 5  | 14 | 0  |

| Equipo 1 | Resultado | Equipo 2 |
| -------- | --------- | -------- |
| Alemania | 3-10      | Brasil   |
| Brasil   | 11-0      | Italia   |
| Italia   | 4-2       | Alemania |

### Grupo B
| Nación    | Pts. | J | G | E | P | GF | GC | GD |
| --------- | ---- | - | - | - | - | -- | -- | -- |
| Francia   | 6    | 2 | 2 | 0 | 0 | 12 | 6  | 6  |
| Perú      | 3    | 2 | 1 | 0 | 1 | 8  | 10 | 3  |
| Venezuela | 0    | 2 | 0 | 0 | 2 | 7  | 11 | 0  |

| Equipo 1  | Resultado | Equipo 2  |
| --------- | --------- | --------- |
| Venezuela | 4-5       | Perú      |
| Francia   | 6-3       | Venezuela |
| Perú      | 3-6       | Francia   |

### Grupo C
| Nación         | Pts. | J | G | E | P | GF | GC | GD |
| -------------- | ---- | - | - | - | - | -- | -- | -- |
| Portugal       | 6    | 2 | 2 | 0 | 0 | 9  | 3  | 6  |
| Estados Unidos | 3    | 2 | 1 | 0 | 1 | 5  | 4  | 1  |
| Uruguay        | 0    | 2 | 0 | 0 | 2 | 1  | 8  | -7 |

| Equipo 1       | Resultado | Equipo 2       |
| -------------- | --------- | -------------- |
| Uruguay        | 0-3       | Estados Unidos |
| Estados Unidos | 2-4       | Portugal       |
| Portugal       | 5-1       | Uruguay        |

### Grupo D
| Nación    | Pts. | J | G | E | P | GF | GC | GD |
| --------- | ---- | - | - | - | - | -- | -- | -- |
| Argentina | 6    | 2 | 2 | 0 | 0 | 6  | 0  | 6  |
| España    | 3    | 2 | 1 | 0 | 1 | 2  | 4  | 2  |
| Turquía   | 0    | 2 | 0 | 0 | 2 | 1  | 5  | -4 |

| Equipo 1  | Resultado | Equipo 2  |
| --------- | --------- | --------- |
| España    | 2-1       | Turquía   |
| Turquía   | 0-3       | Argentina |
| Argentina | 3-0       | España    |

## Fase final

### Cuartos de final
| Equipo 1  | Resultado | Equipo 2       |
| --------- | --------- | -------------- |
| Francia   | 5-4       | Italia         |
| Argentina | 5-1       | Estados Unidos |
| España    | 0-1       | Portugal       |
| Brasil    | 7-1       | Perú           |

### Semifinales
| Equipo 1 | Resultado | Equipo 2  |
| -------- | --------- | --------- |
| Portugal | 6-5       | Brasil    |
| Francia  | 6-5       | Argentina |

### Tercer lugar
| Equipo 1 | Resultado | Equipo 2  |
| -------- | --------- | --------- |
| Brasil   | 5-6       | Argentina |

### Final
| Equipo 1 | Resultado | Equipo 2 |
| -------- | --------- | -------- |
| Portugal | 9-3       | Francia  |

## Campeón
| Copa Mundial de Fútbol Playa 2001 |
| --------------------------------- |
| Bandera de Portugal               |
| Portugal 1º Título                |

### Posiciones finales
| Pos. | Selección      |
| ---- | -------------- |
| 1    | Portugal       |
| 2    | Francia        |
| 3    | Argentina      |
| 4    | Brasil         |
| 5    | Estados Unidos |
| 6    | España         |
| 7    | Perú           |
| 8    | Italia         |
| 9    | Venezuela      |
| 10   | Turquía        |
| 11   | Uruguay        |
| 12   | Alemania       |

## Premios

### Goleador
| Pos | Nombre | Goles |
| --- | ------ | ----- |
| 1   | Alan   | 10    |

### Mejor Jugador
| Nombre  |
| ------- |
| Hernani |

### Mejor Portero
| Nombre        |
| ------------- |
| Pascal Olmeta |